# ودل اوسترگارد
ودل اوسترگارد (انگلیسی: Wedell Østergaard; ۷ مهٔ ۱۹۲۴ – ۲۱ مارس ۱۹۹۵) دوچرخه‌سوار اهل دانمارک بود.